# A38 road
Die A38 road (englisch für Straße A38) ist als 470 km lange, überwiegend als Primary route ausgewiesene Straße in England, die teilweise Autobahncharakter aufweist (M38 motorway). Ein Teil von ihr ist auch als Devon Expressway bekannt.

## Verlauf

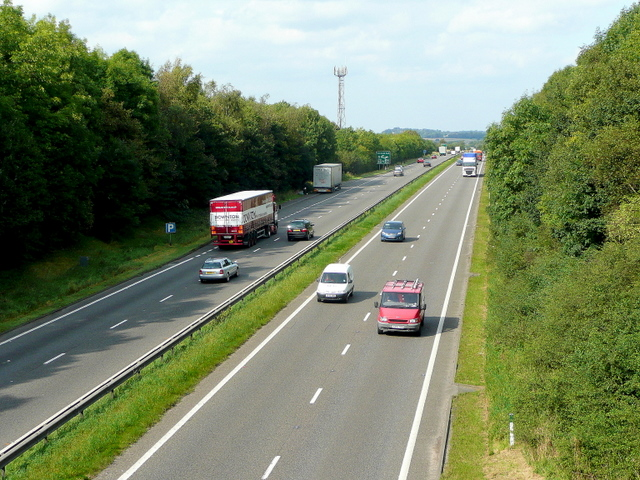
A38 bei Swanwick (Aufnahme 2009)

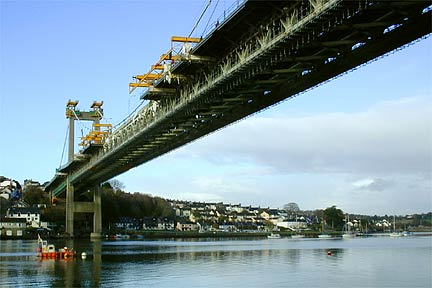
Tamar Bridge

Die A38 beginnt in Bodmin in Cornwall an der A30 road und führt in östlicher Richtung über die Einmündung der A390 road bei Dobwalls, nunmehr mit getrennten Fahrbahnen, an Liskead vorbei, wo sie sich wieder von der A390 trennt, nach Südosten. Bei Trerulefood endet der zweibahnige Abschnitt, der bei Saltash an der Einmündung der A388 road wieder aufgenommen wird, jedoch durch die teilweise mautpflichtige Tamar Bridge bei Plymouth unterbrochen wird. Die Straße durchquert Plymouth, lässt die A385 road nach Osten abzweigen und wendet sich nach Nordosten, wobei sie Buckfastleigh, Ashburton und Chudleigh Knighton passiert und am südöstlichen Rand des Dartmoor National Park verläuft. Südlich von Exeter wird die ebenfalls zweibahnig ausgebaute A380 road aufgenommen und bei der Einmündung der von Westen kommenden A30 road geht die Straße in den M5 motorway über. Diesen verlässt sie beim Anschluss Junction 27, verläuft aber weitgehend parallel zu ihm und nicht mehr als Primary route ausgewiesen, nach Taunton und weiter über Bridgwater. Östlich von Burnham-on-Sea wird sie beim Anschluss Junction 22 des M5 wieder zur Primary route, kreuzt die Autobahn und verläuft über Axbridge und weiter durch North Somerset und durch Bristol, verliert dort ihren Charakter als Primary route wieder, verlässt die Stadt nach Norden und folgt der M5 durch das  Vale of Berkeley. Beim Anschluss junction 12 des M5 wird sie wieder für einen kurzen Abschnitt zur Primary route, umgeht die Stadt Gloucester und folgt dann als einfache Landstraße der M5 nach Norden über Worcester und Droitwich Spa. Sie trifft beim Anschluss junction 5 wieder auf den M5, wird zur Primary route und führt nach Birmingham, wo sie für einen kurzen Abschnitt (Spaghetti Junction) den A38(M) motorway bildet und das sie in nordöstlicher Richtung verlässt. Weiter folgt sie der M6 Toll motorway nach Norden, verlässt diese bei der Kreuzung mit der A5 road und verläuft an Lichfield vorbei nach Nordosten, umgeht Burton-upon-Trent, kreuzt bei Willington die A50 road und passiert Derby (Derbyshire) im Westen, dabei die A52 road kreuzend. Nach Kreuzung der A6 road führt die A38 weiter über Ripley, wo sie die von Nottingham kommende A610 road kreuzt, und an Alfreton mit Abzweig der A61 road vorbei über den M1 motorway und Sutton in Ashfield nach Mansfield. Dort trifft sie auf die A60 road und endet.